# Tefnut
Tefnut (Řekové ji označovali Tphenis) byla staroegyptská bohyně vlhkosti, vlhkého vzduchu, rosy a deště. Byla sestrou a manželkou boha vzduchu Šova a matkou bohyně nebe Nút a boha země Geba.

## Etymologie
Tefnut lze přeložit jako „Ta voda“ a samotné slovo Tefnut je spojené se staroegyptským slovesem „tfn“, které znamená „plivat“. Podle mýtu o stvoření si bůh Re (nebo Atum) odplivl a z jeho slin se zrodila Tefnut.

## Mytologie
Tefnut byla dcera boha slunce Re (Atuma). Vzala si svého bratra Šova a porodila mu dvě děti: bohyni nebe Nút a boha země Geba. Jejími vnoučaty byli Usir (bůh podsvětí), Isis (bohyně plodnosti), Sutech (bůh moří a pouští), Nebthet (bohyně mateřství a řek) a podle některých verzí legend i Hor (bůh světla). Tefnut byla prababičkou Harpokrata (bůh ticha). Spolu se svým otcem, bratrem, dětmi, vnoučaty a pravnoučaty je členkou Devatera.
Existuje mnoho variant mýtu o zrození dvojčat Tefnut a Šova, v každé verzi je ovšem Tefnut zrozena z nějaké tekutiny. Někdy je zrozena z plivnutí, jindy z kýchnutí. Text pyramid č. 527 říká: „Atum byl kreativní, když v Heliopolisu kýchal. Zrodili se bratr a sestra – to jsou Šu a Tefnut.“ Tento text také říká, že z její vagíny vytéká čistá voda. Podle další podoby legendy se Šu zrodil z kýchnutí, zatímco jeho sestra Tefnut z plivnutí – a v jiné legendě Atum vykašlával sliny, čímž se zrodila dvojčata.
Tefnut žárlila na vysoké postavení svých vnoučat a utekla v podobě lvice přes Núbijskou poušť, vrátila se až poté, co jí byl bohem Thovtem udělen titul „ctihodná“.

## Ikonografie
Tefnut byla vyobrazována coby členka Devatera města Heliopolisu jako žena s hlavou lvice. Ostatní zobrazení ji někdy vykreslují čistě jako lvici, ale našly se i desky, které ji ukazují v plně lidské podobě. Je-li vyobrazena jako člověk, má paruku, v ní hada a kolem hlavy solární disk. Vzácně byla zobrazována jako had se lví hlavou. Někdy se také zobrazovala jako jedna tvář postavy s dvěma obličeji, její bratr a manžel Šu byl v takovém případě druhou tváří. 
V plně antropomorfní podobě se zobrazovala především za vlády 18. a 19. dynastie, zejména v období rozkvětu města Amarna. Ikonická modrá koruna královny Nefertiti je považována archeologem Joycem Tyldesleyem za odvozenou od čelenky královny Teje a může naznačovat, že se tyto královny ztotožňovaly s bohyní Tefnut.

## Hieroglyfy
Stejně jako pro většinu egyptských božstev neexistuje ani pro Tefnut žádný ideograf ani symbol. Její jméno v hieroglyfech je sestaveno ze čtyř fonogramových symbolů t-f-n-t.